# Abyss Pool
Abyss Pool est une source chaude située dans le West Thumb Geyser Basin dans le parc national de Yellowstone aux États-Unis.

## Histoire

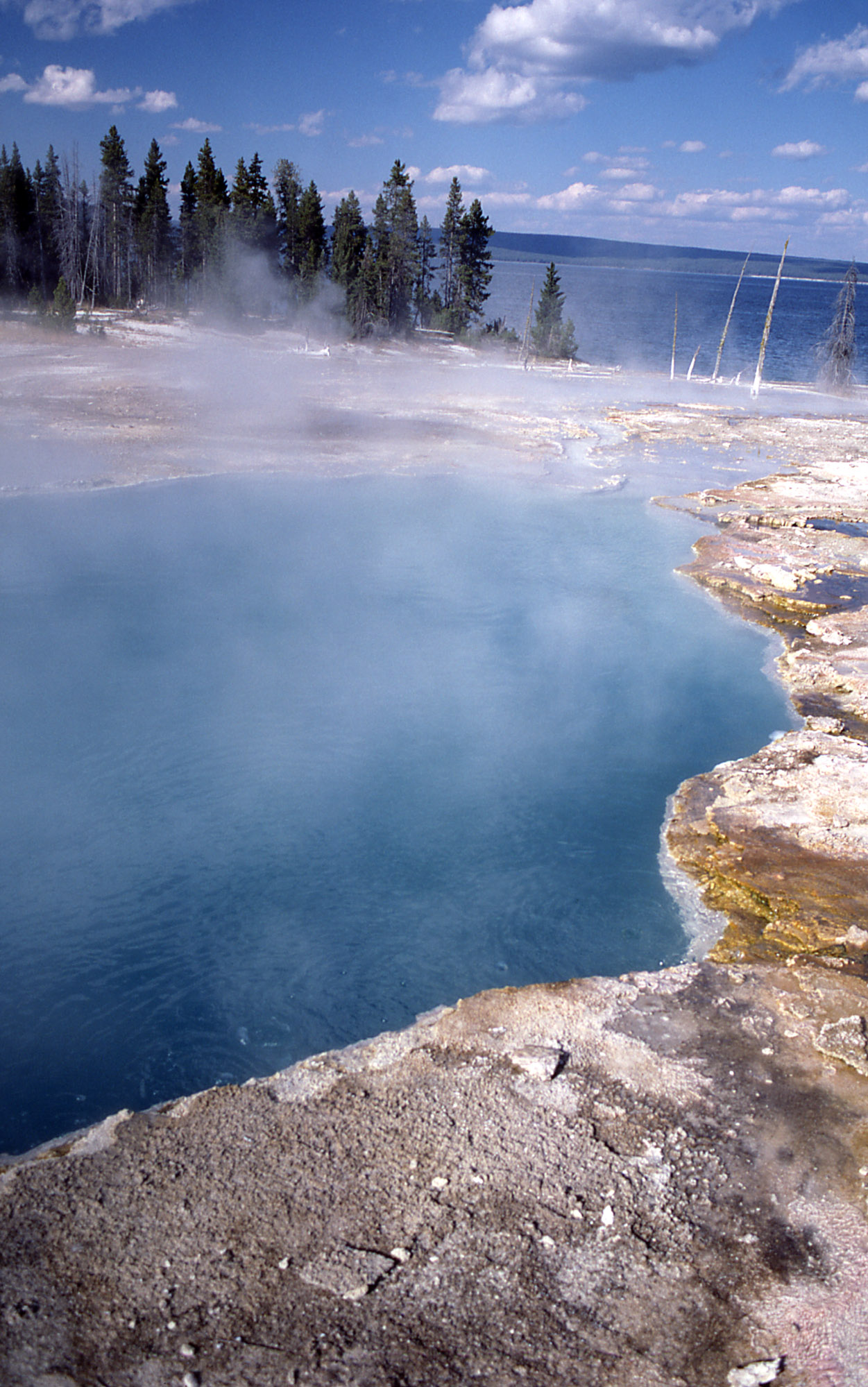
Abyss Pool avec le lac Yellowstone en arrière-plan.

La source a été nommée par le naturaliste et chef du parc Clyde M. Bauer, éventuellement après que le Lieutenant Gustavus Cheyney Doane a décrit, en 1870, une source dans cette région. Il évoquait la visibilité des objets dans « les profondeurs des abysses » de la source. Un visiteur en 1883 l'a décrit comme « un grand, pur, brillant saphir ondulant avec la chaleur ».

## Géologie
Abyss Pool a une profondeur de 16 m. La source est entrée en éruption pour la première fois dans l'histoire entre août 1987 et septembre 1991 et de nouveau entre décembre 1991 et juin 1992. Les éruptions faisaient entre 9,1 m et 30,5 m de haut. Depuis 1992, la source est éteinte et n'entre ainsi plus en éruption.